# NejiLaw MO IP Innovation
株式会社NejiLaw MO IP Innovation(通称：NejiMO)は、東京都千代田区丸の内に本社を置く鉄鋼卸販売を行う大手商社株式会社メタルワンと、発明開発を行う株式会社NejiLawの合弁会社である。
企業の課題に対して新工法や新技術などの発明提案及びその開発事業を運営する。
株式会社NejiLawの道脇裕が代表取締役社長を務める。
社名は道脇の代表発明である緩まないネジに由来するが、主な事業は発明・開発であり、ネジではない。

## 沿革
- 2021年
  - 3月1日 株式会社NejiLaw MO IP Innovation 設立

## 事業内容
- 技術課題の解決提案
- 試作及び量産開発支援
- 課題に関する周辺特許調査
- 課題解決内容・量産方法に関する知的財産の権利化
- 知的財産権の維持・管理

## メディア出演
- 2021年6月17日：テレビ東京「日経スペシャル カンブリア宮殿」 - 『学歴ナシの天才発明家 知られざる問題解決力の秘密』道脇裕代表[2]
- 2021年11月1日 - 5日：ニッポン放送 ENEOSプレゼンツ あさナビ - ゲスト出演 道脇裕代表